# InfiniteGraph
InfiniteGraph — розподілена графова СУБД, реалізована на Java. Входить в клас NoSQL (або Not Only SQL) баз даних, орієнтованих на використання графовоЇ структури. Розробники використовують Infinitegraph для того, щоб знайти корисні і часто приховані відносини в великих високонавантажених наборах даних.
InfiniteGraph — це крос-платформна, масштабована, включаюча хмарні технології і спроектована для підтримки високої пропускної здатності.
InfiniteGraph зручна для додатків і сервісів, які вирішують задачі теорії графів.
Використовується в телекомунікаціях, охороні здоров'я, кібербезпеці, виробництві, CRM і соціальних мережах.

## Особливості
- API / Протоколи: Java (ядро C++)
- Графова модель: Маркований спрямований мультіграф. Ребро — це об'єкт першого класу з ідентичністю, незалежної від з'єднуваних їм вершин.
- Резервне копіювання, включаючи онлайн-інкрементне резервне копіювання і повне відновлення.
- Паралелізм: оновлення блокування в підграфах, одночасно неблокуючий прийом.
- Узгодженість: гнучка (від ACID до розслабленої).
- Поширення: блокування сервера і ідентифікатори об'єктів на 64 бітах підтримують простір динамічної адресації (кожна федерація може управляти 65535 окремими базами даних і 1024 байтами (один квадрильйон гігабайт або 1 терабайт) простору фізичної адресації).
- Багатопотокова обробка.
- Вбудована хмарна інфраструктура.
- Методи запиту: API-інтерфейс Traverser, навігація по графам, кваліфікація мови предикатів і відповідність шаблону шляху.
- Підтримка паралельних запитів.
- Наявність інструментів візуалізації.
- Схема: підтримка schema-full режиму забезпечує механізм для додавання сторонніх даних.
- Транзакції: повна відповідність з ACID.
- Підтримка Tinkerpop Blueprints і Gremlin.
- Джерело: власний, з розширеннями, з відкритим вихідним кодом, інтегрованими компонентами і сторонніми конекторами.
- Наявність гнучких цін і різних варіантів ліцензії.
- Підтримка платформ Windows, Linux і Mac з повною функціональною сумісністю.

## Історія
InfiniteGraph виготовляється компанією Objectivity, Inc., яка розробляє технології баз даних, які підтримують великомасштабне розподілене управління даними, збереження суті і аналіз відносин. InfiniteGraph була представлена публіці в 2010 році. Остання версія (3.3) була випущена в червні 2014.